# Betula neoalaskana
Betula neoalaskana är en björkväxtart som beskrevs av Charles Sprague Sargent. Betula neoalaskana ingår i släktet björkar, och familjen björkväxter. Inga underarter finns listade.

## Bildgalleri

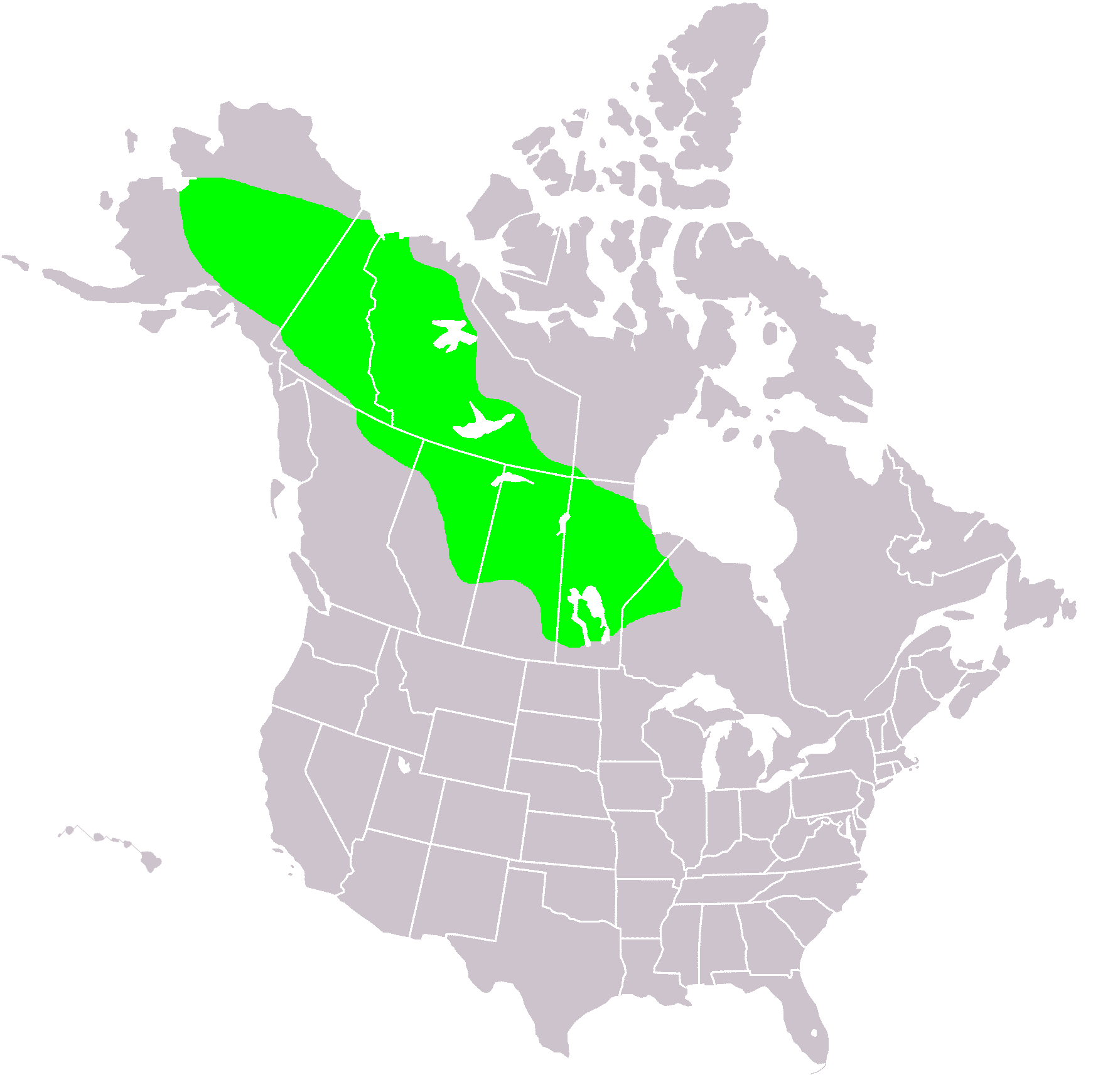